# Carlisle Grounds
Le Carlisle Grounds est un stade de football situé à Bray dans le Comté de Wicklow en Irlande.
Le stade se situe à proximité immédiate de la gare de Bray qui accueille le DART. Il a une capacité d’accueil de 3 000 places. Le club résident est le Bray Wanderers Association Football Club.

## Histoire
Le Carlisle Grounds a été le stade d’un autre club de football de Bray, le Transport Football Club y a joué entre 1948 et 1951 avant de déménager vers le Harold's Cross Stadium.
Une nouvelle tribune de 985 places a été construite en 2006. En 2009, une partie d’une ancienne tribune s’est effondrée sans faire de victimes à cause du mouvement de foule provoqué par des supporters des Shamrock Rovers célébrant un but. À la suite de cela un nouveau plan de développement du stade est réalisé. Il prévoit la construction d’un nouveau stade sur le même site.
Le stade a servi de décor pour le film Michael Collins sur le bloody Sunday de 1920.